# Haras national de Besançon
Le haras national de Besançon est un haras des haras nationaux de France du XVIIIe siècle à Besançon dans le Doubs en Franche-Comté.

## Historique
Le haras national de Besançon est fondé en 1754. Cette institution est cependant rejetée par la population en 1759, afin de « permettre à l'élevage paysan de s'épanouir ».
Le haras est transféré en 1952 sur le parc arboré d'un hectare du 52 rue de Dole, dans le quartier de la Butte, à proximité du centre-ville de Besançon avec un manège et une capacité d’hébergement de 48 étalons (48 boxes) de races différentes dont le célèbre Comtois.

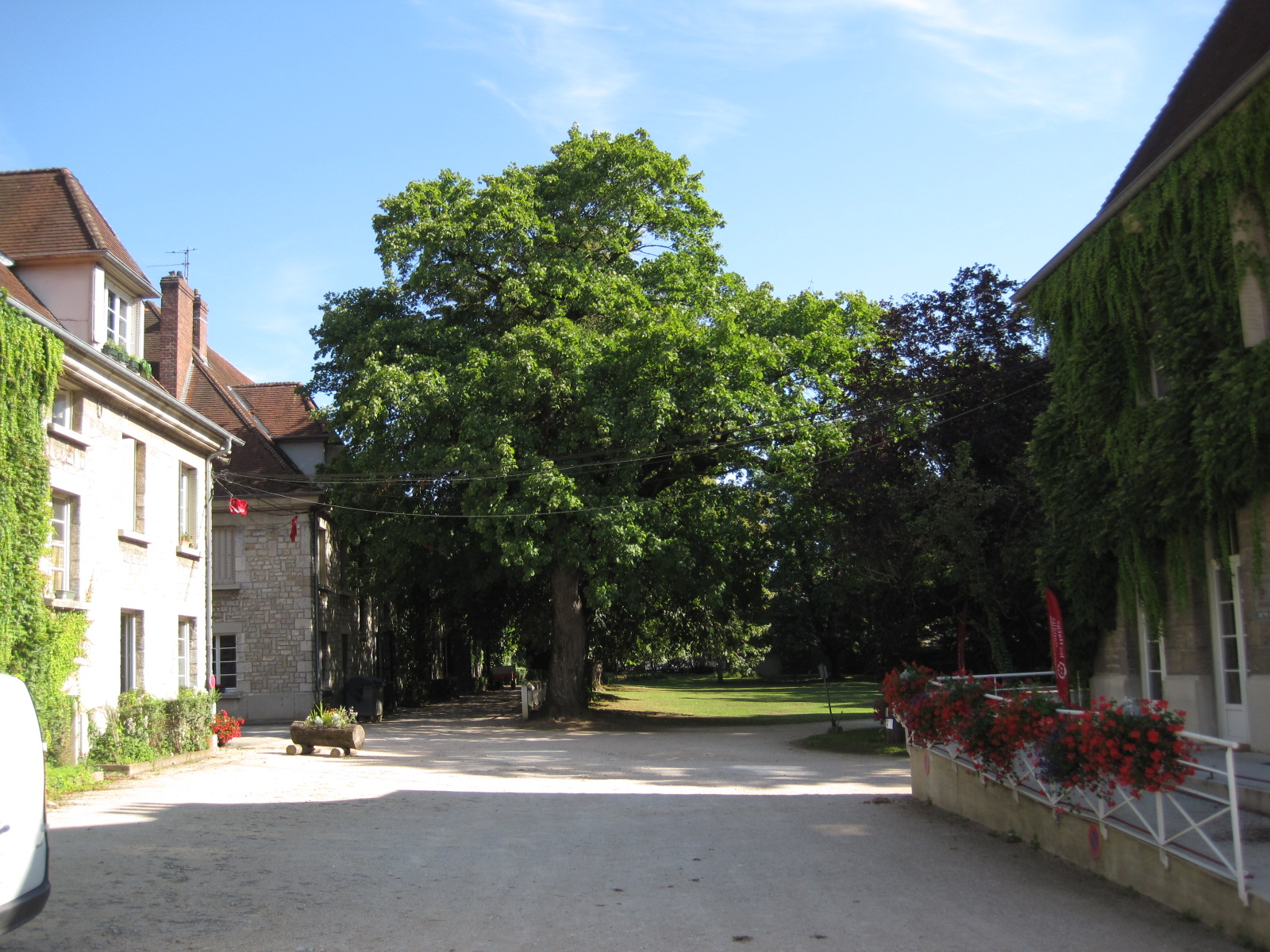
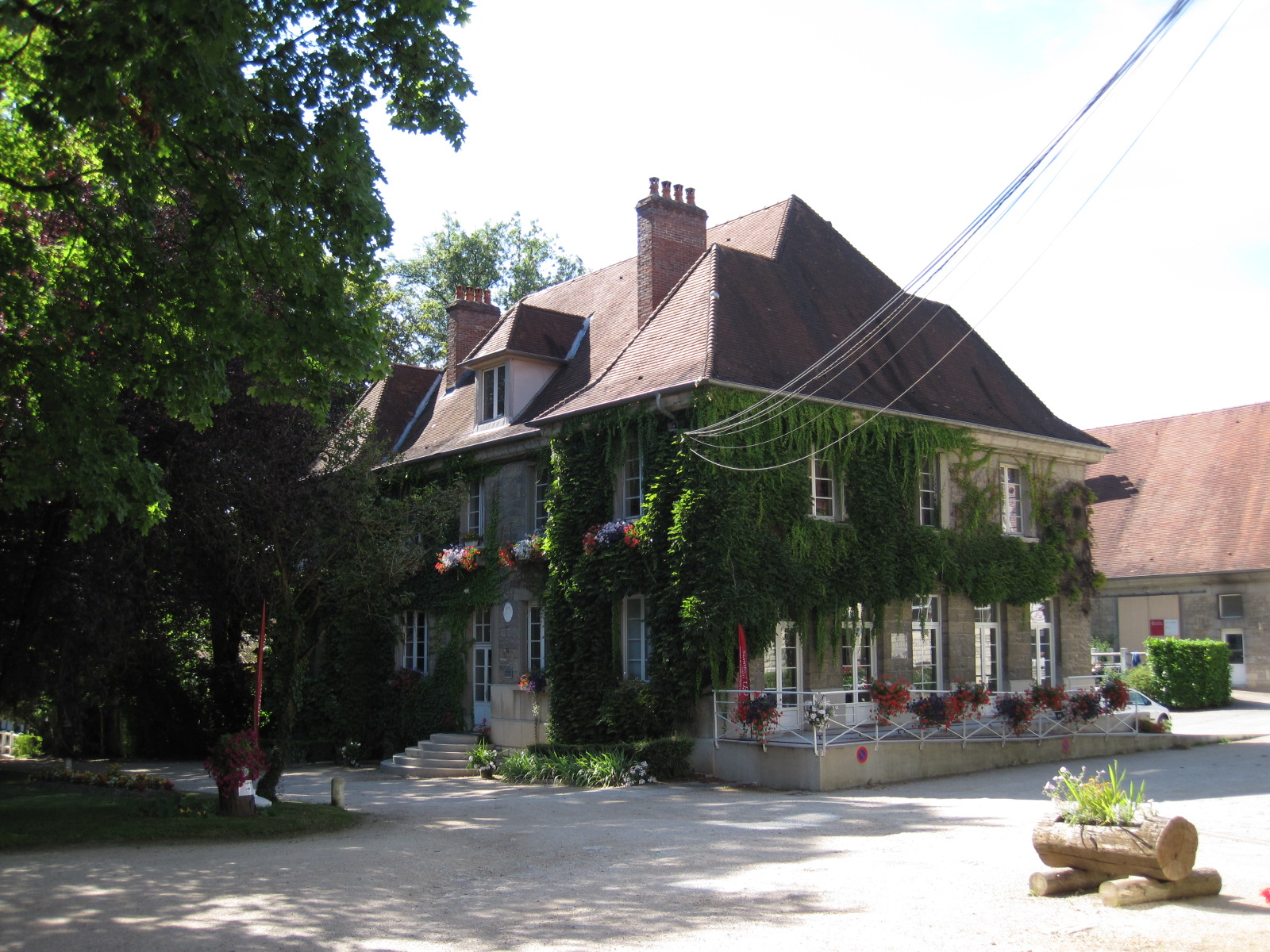

Le bâtiment fut détruit lors d'un incendie en 1946, puis reconstruit cette même année tel qu'il est actuellement.

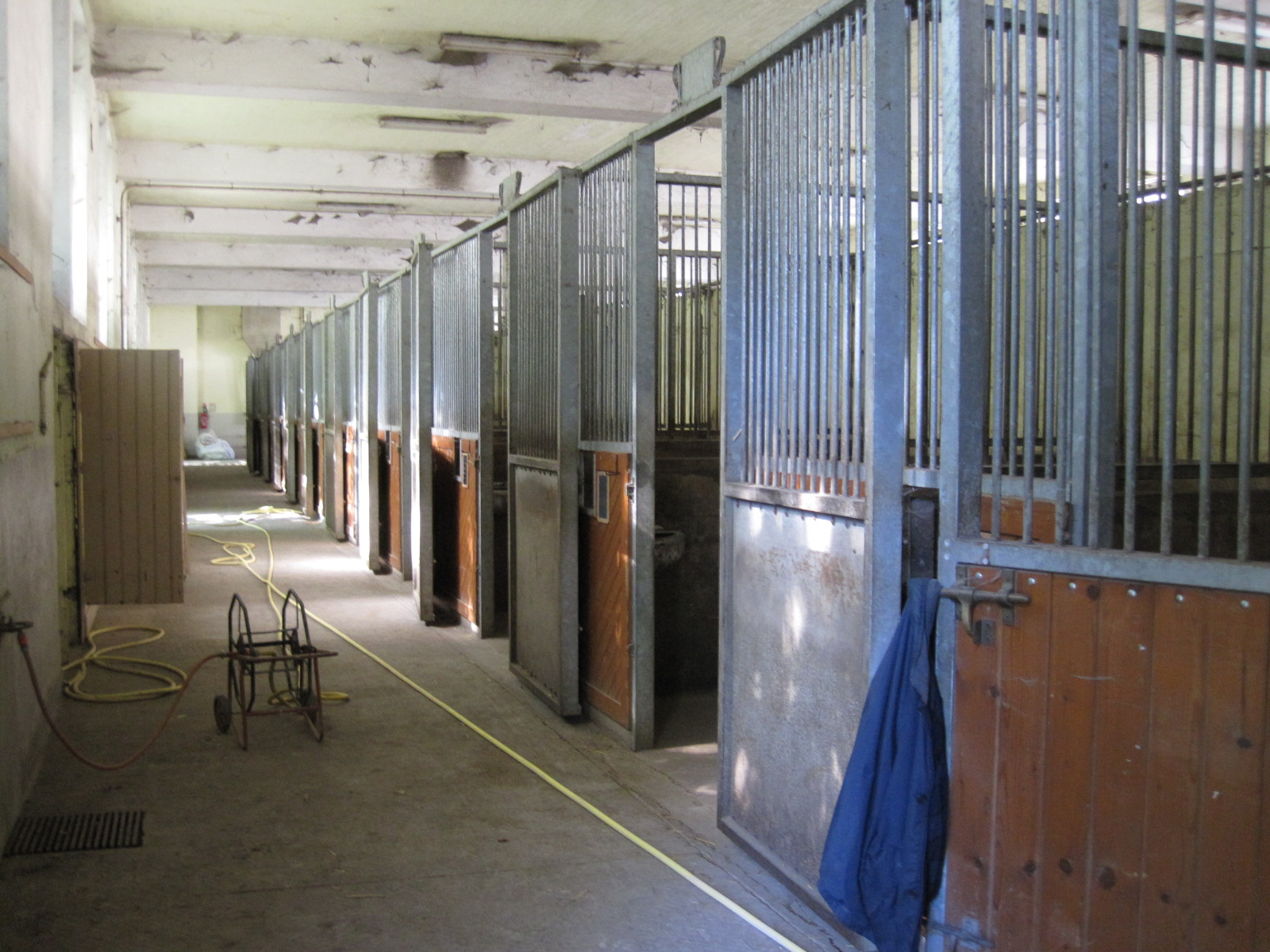
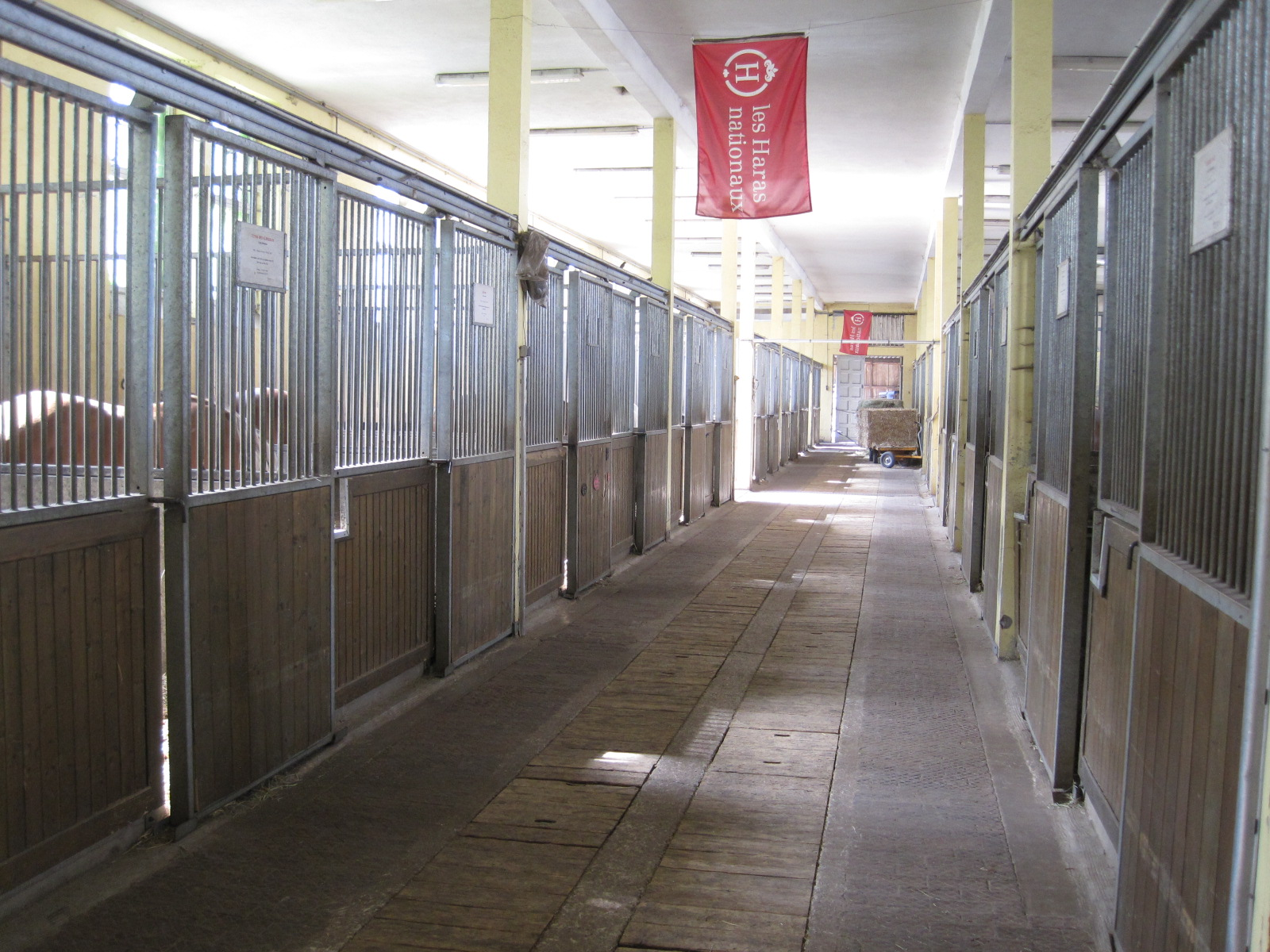

Les bâtiments, construits en pierre de taille et coiffés de petites tuiles, adoptent un style architectural simple permettant une adaptation aux techniques modernes de reproduction et au travail du cheval.

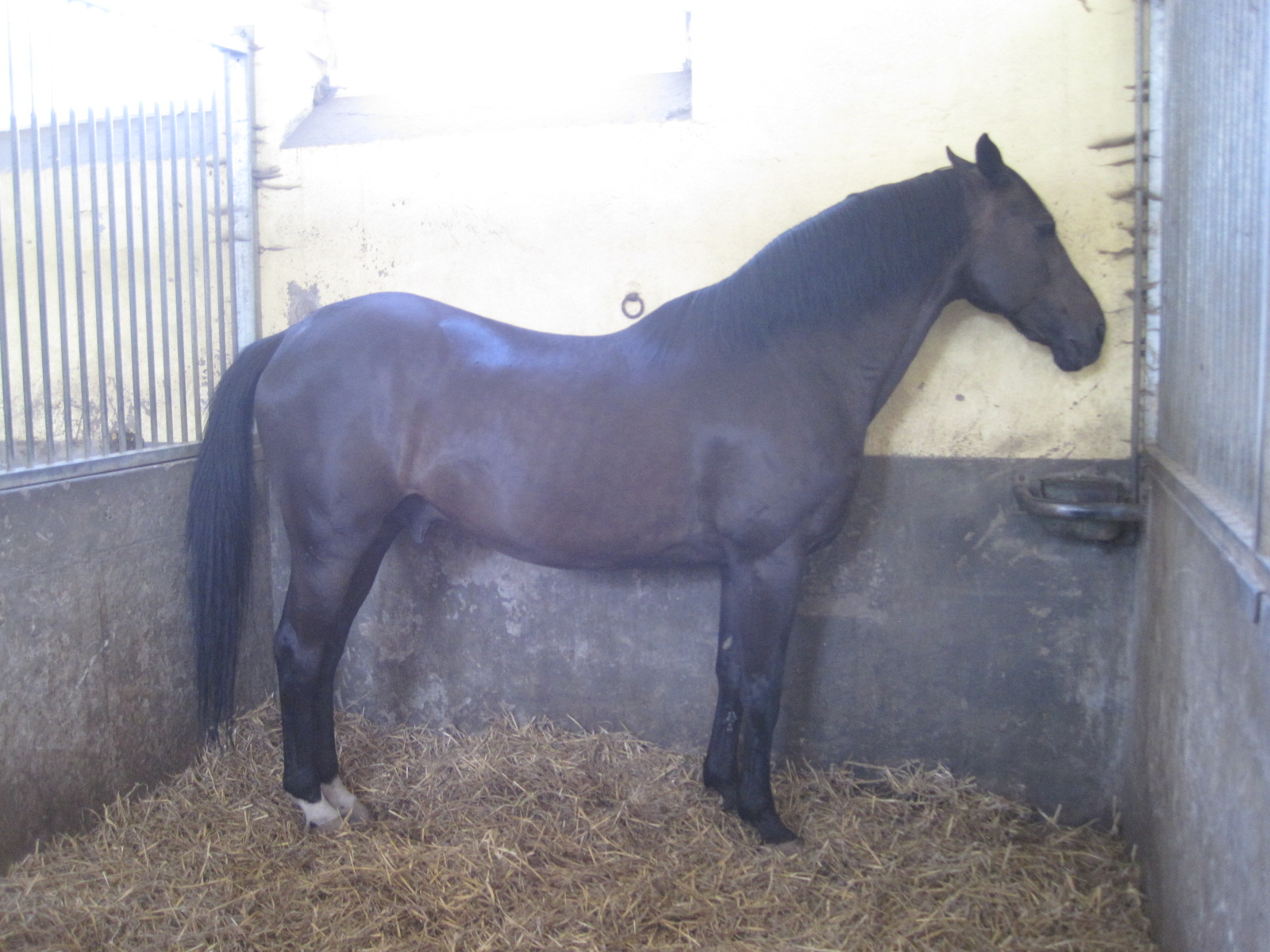
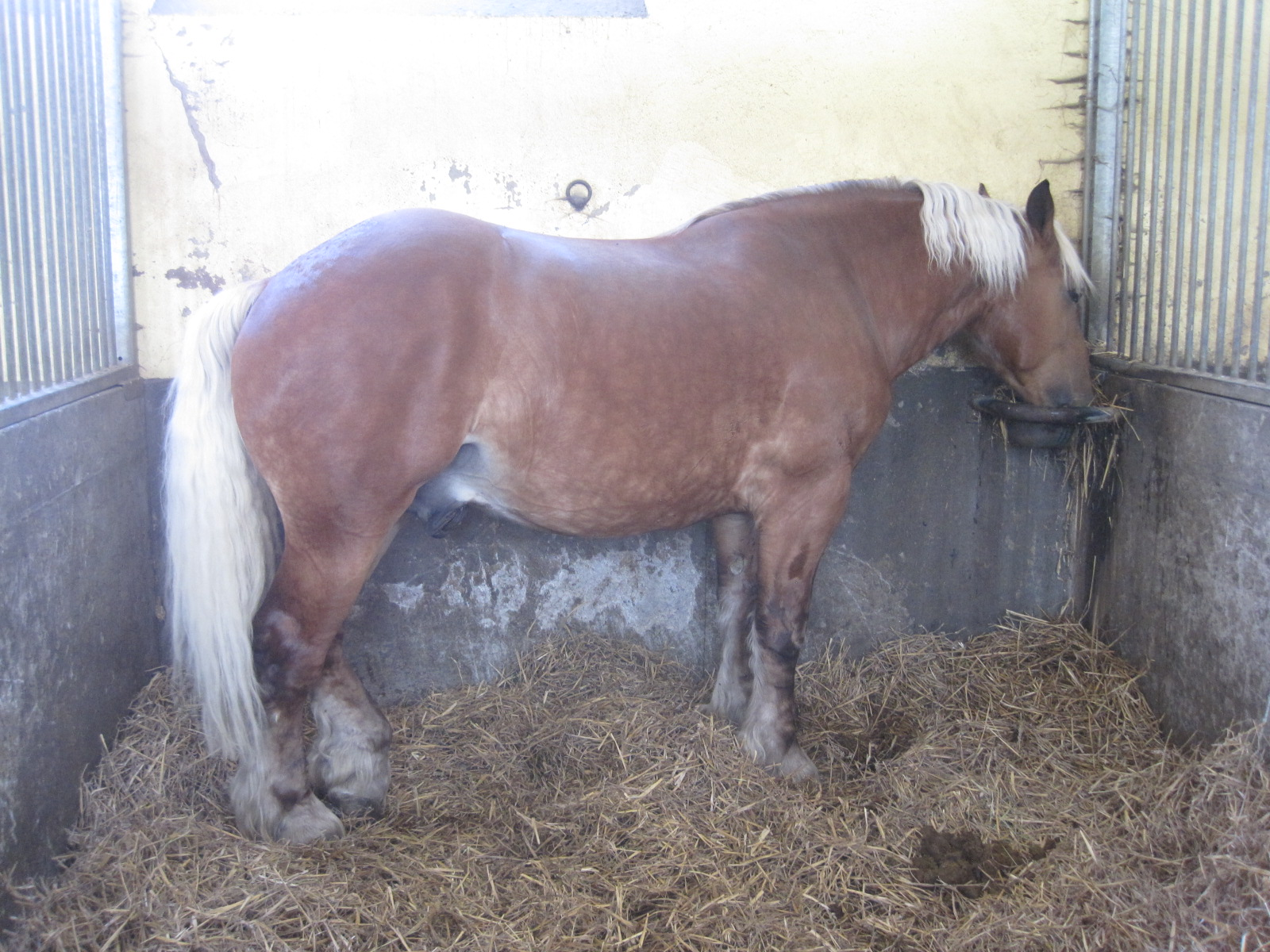
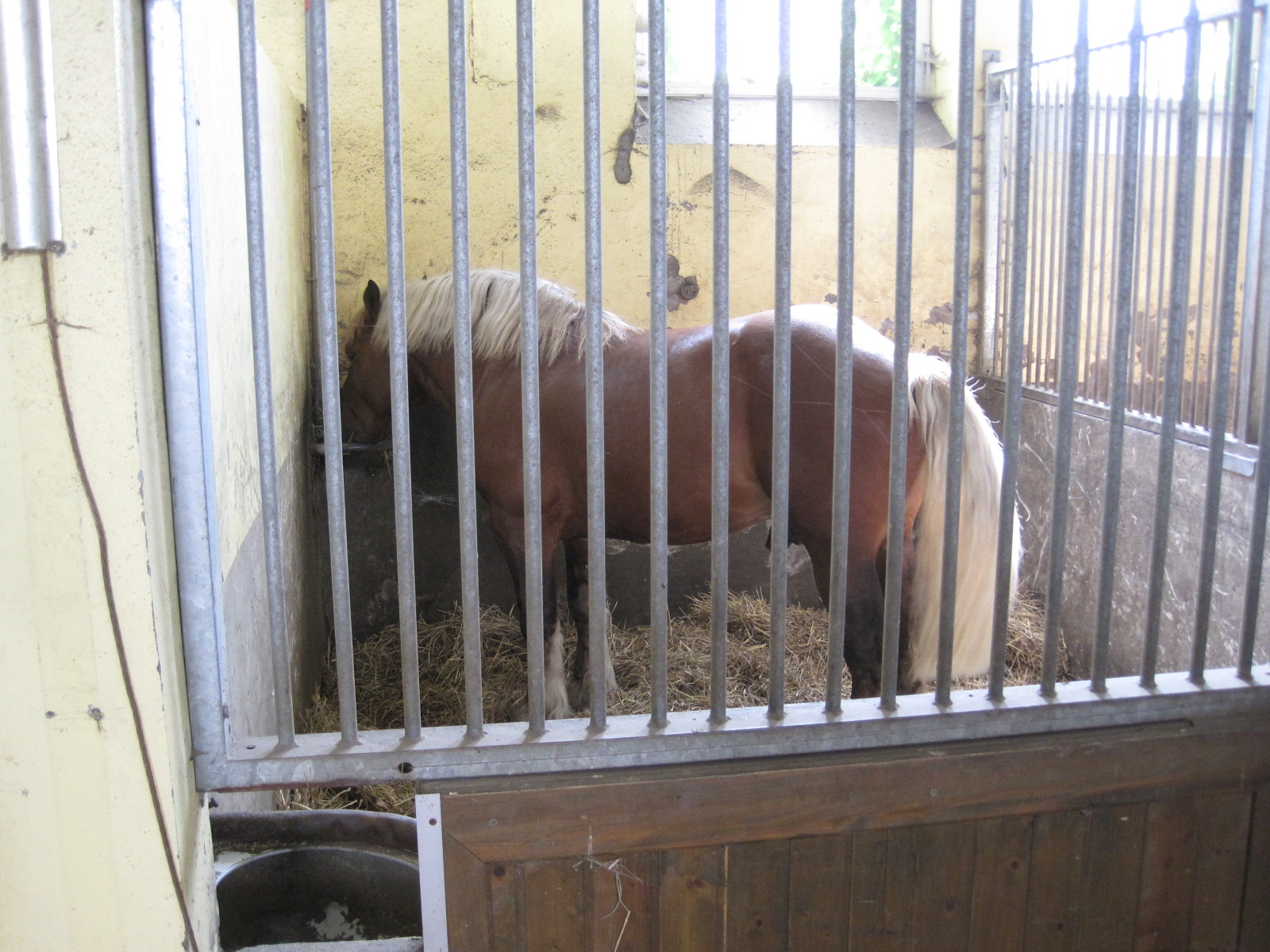
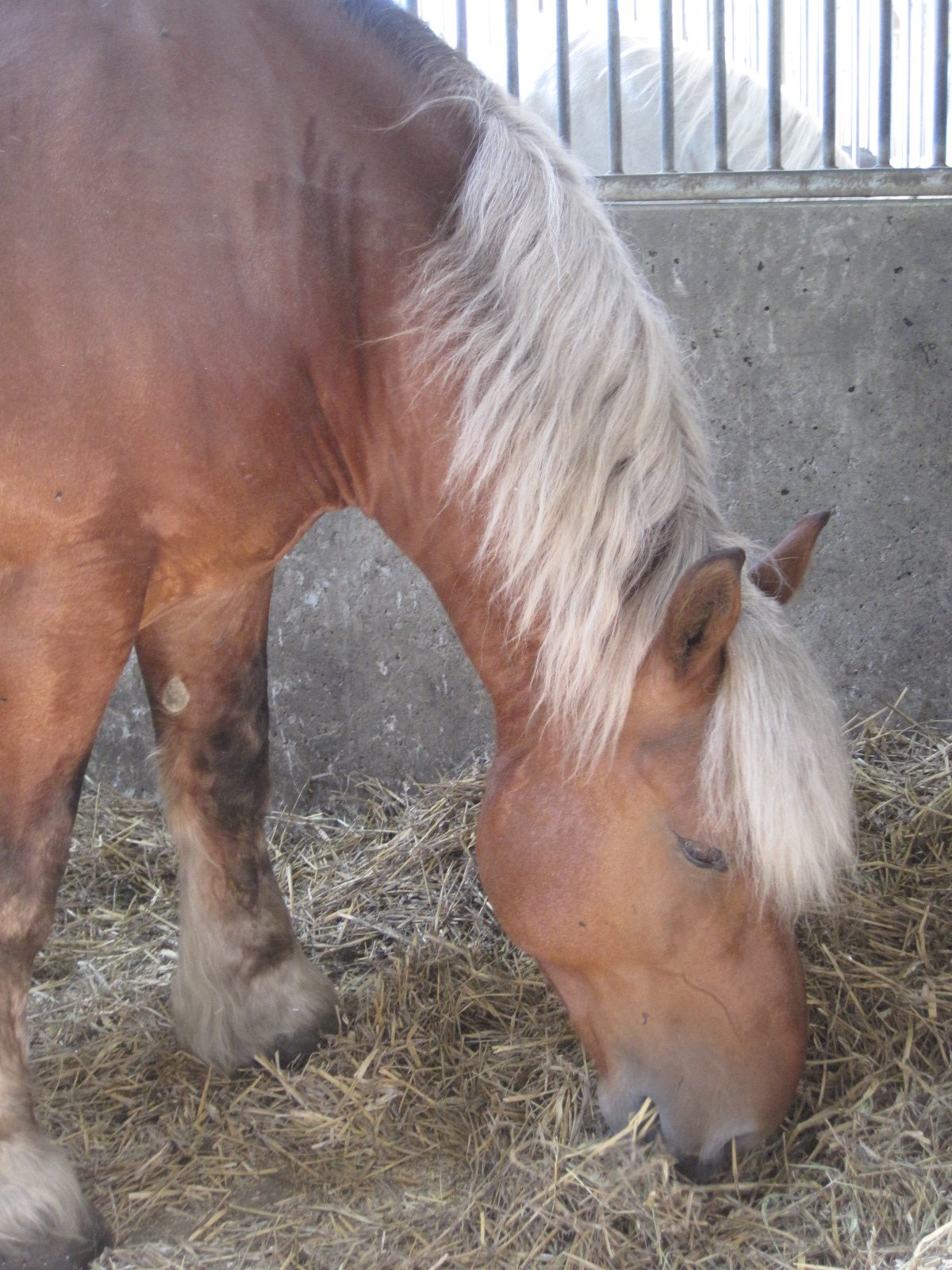

Ce haras élève et dresse des étalons principalement comtois (entre autres pour la reproduction et pour l'attelage), mais aussi des poneys et autres chevaux en pension.

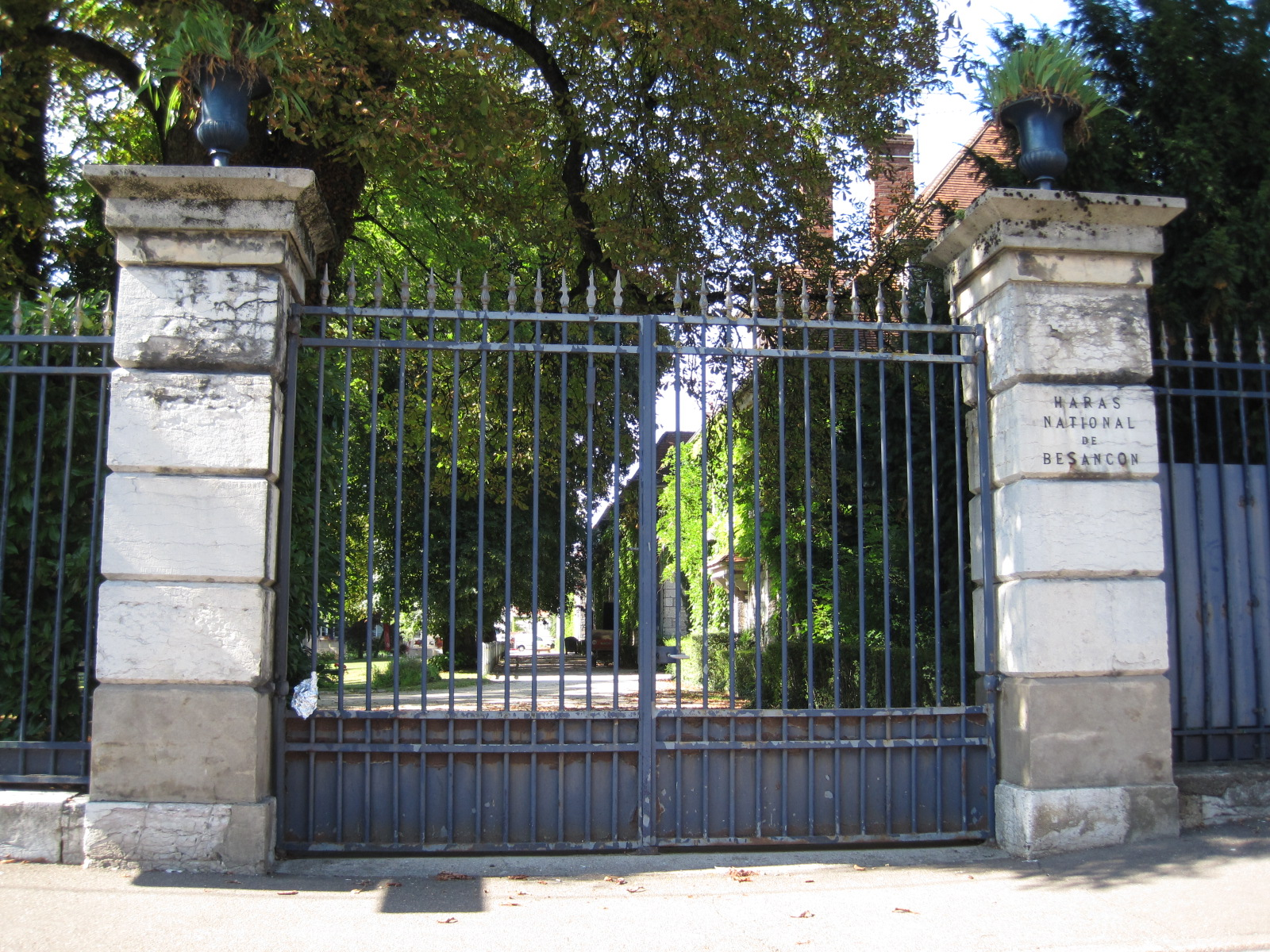
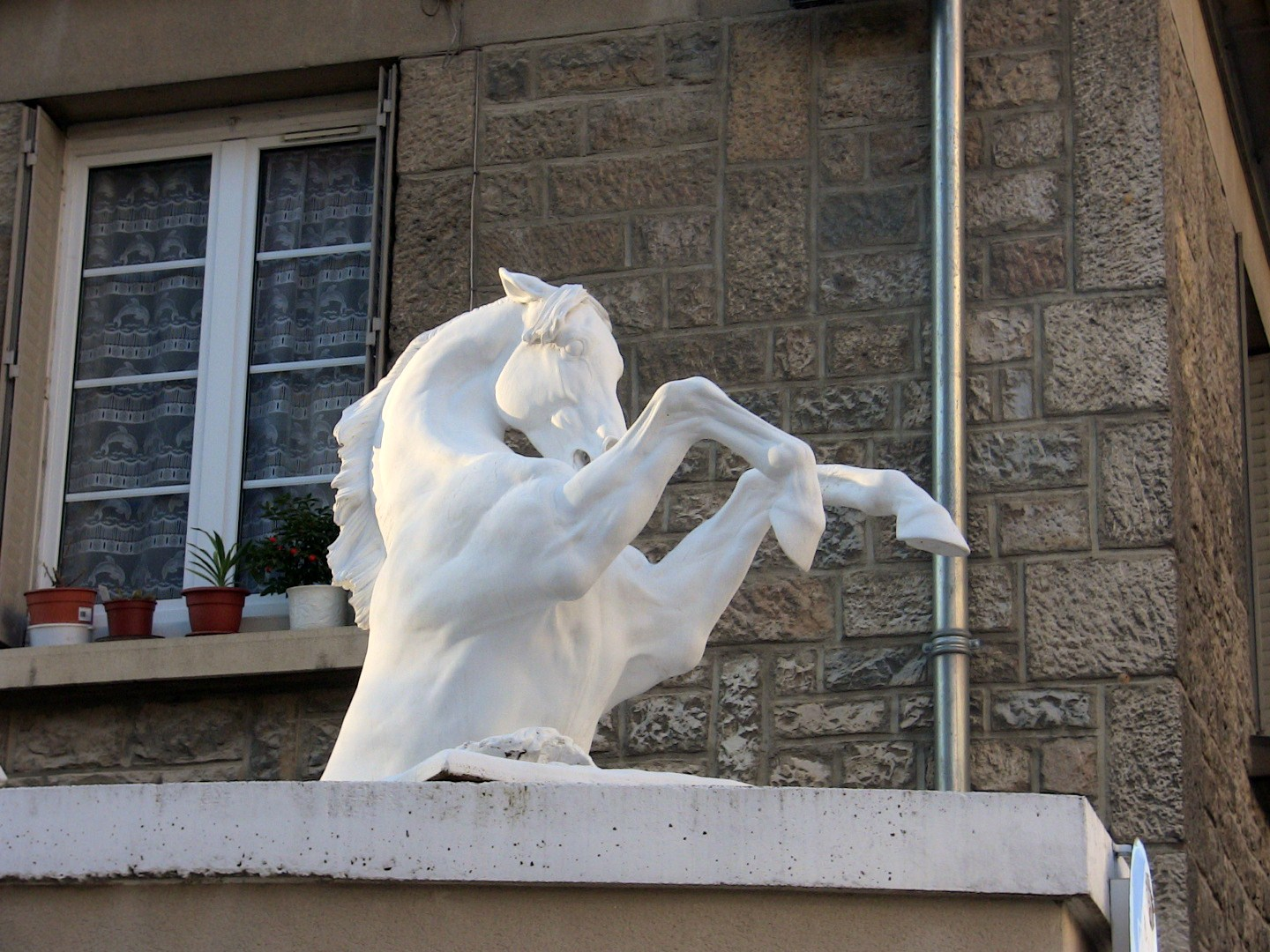
Œuvre de Frédéric Jager
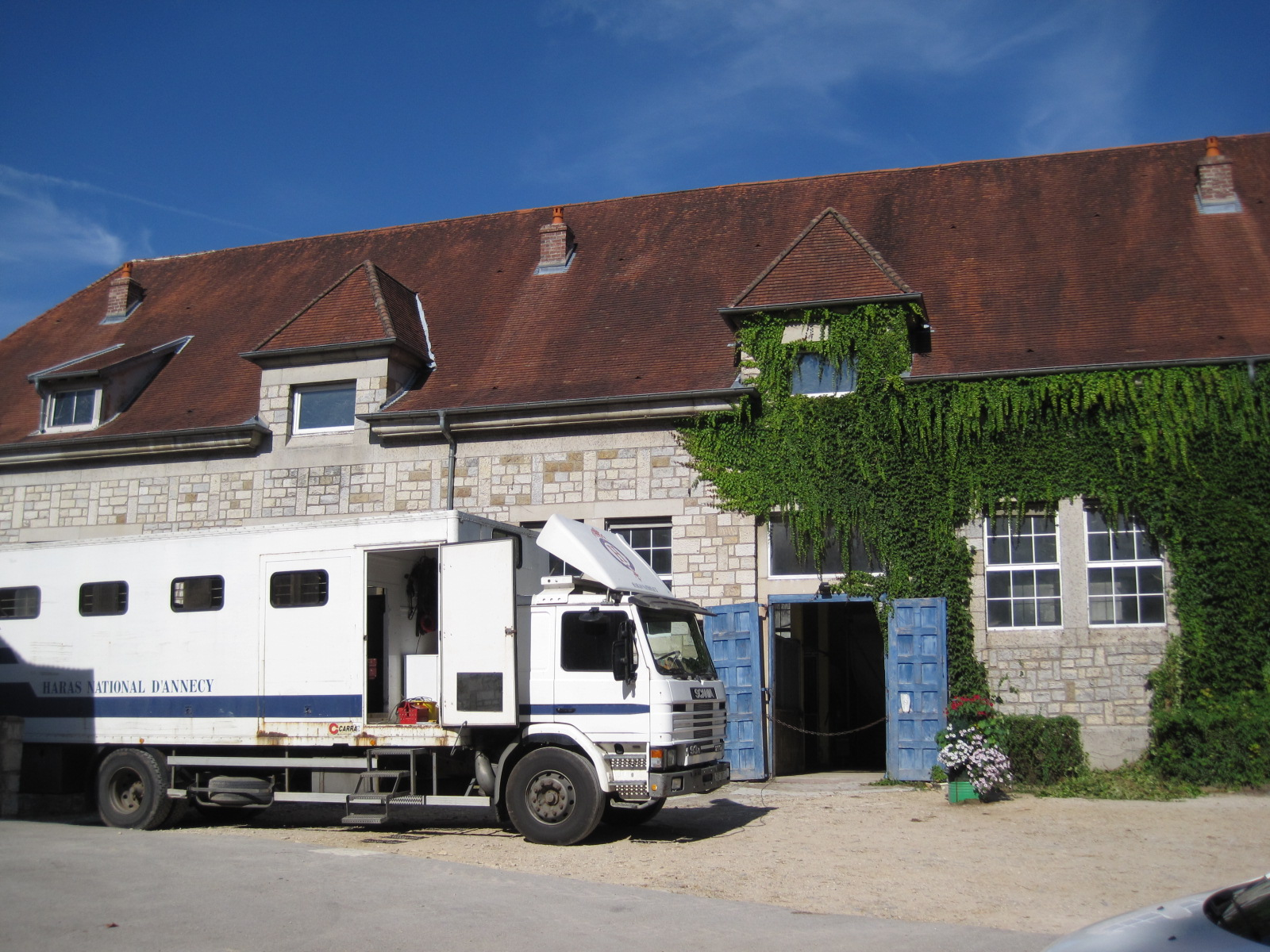
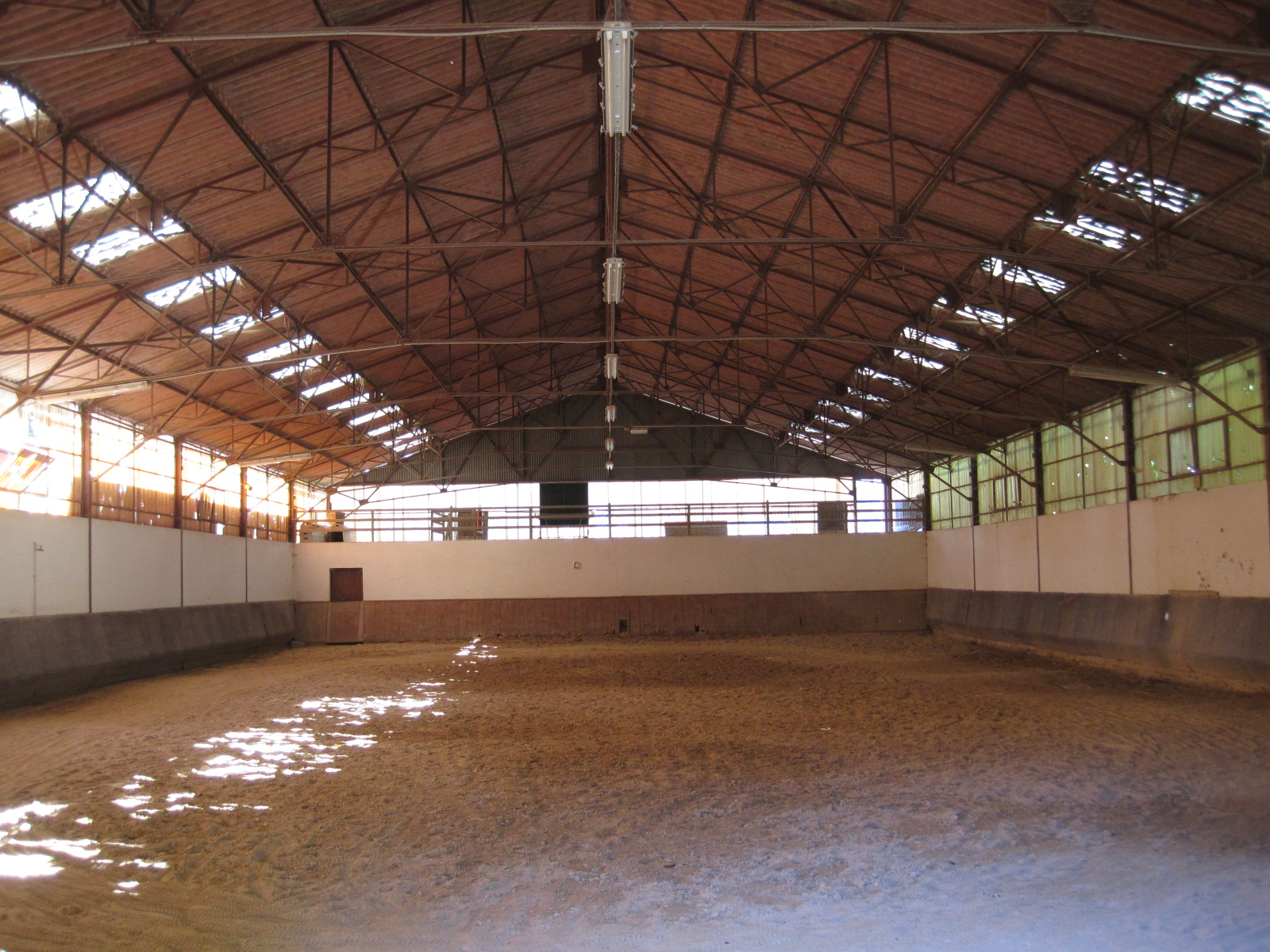
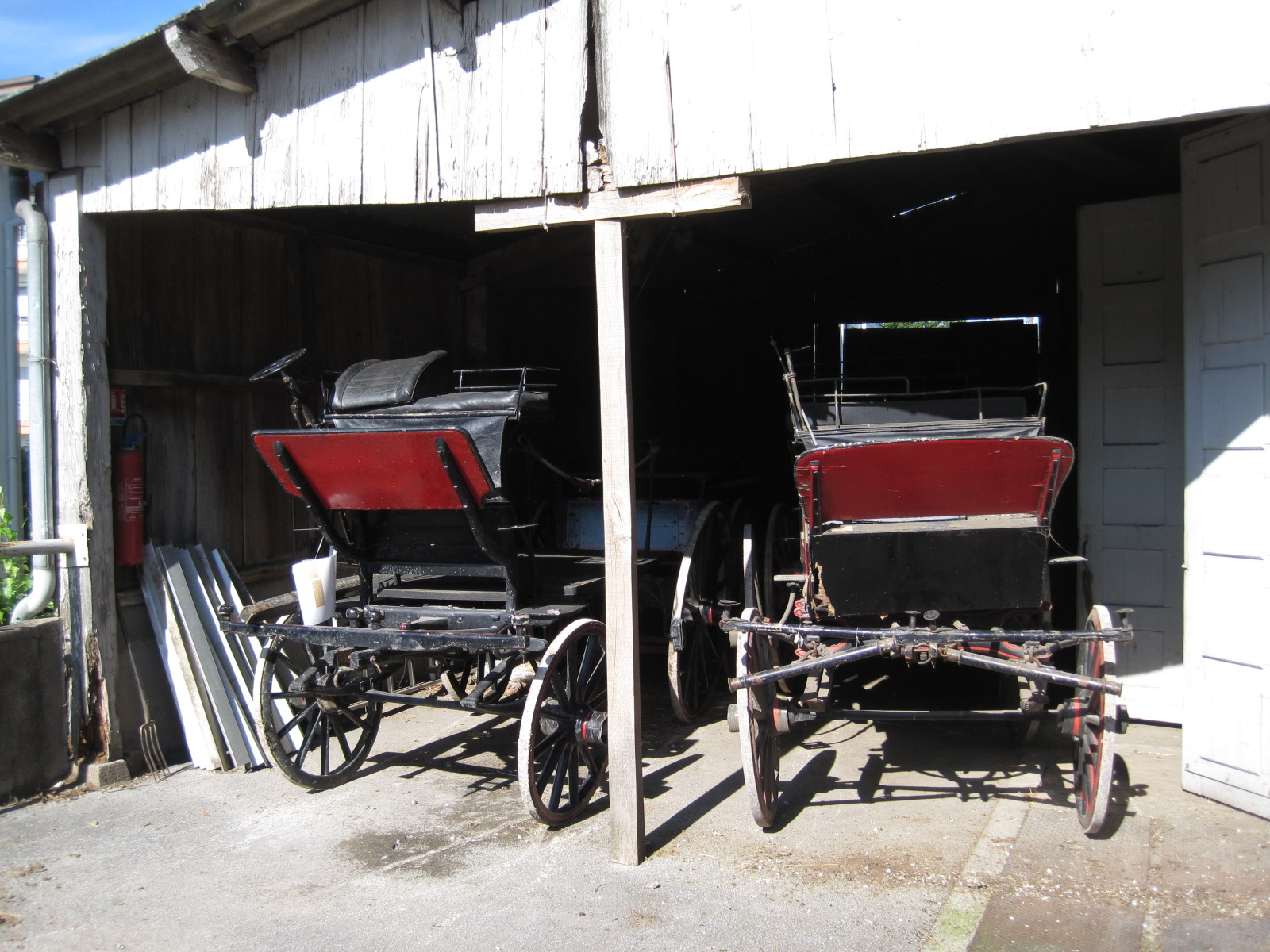
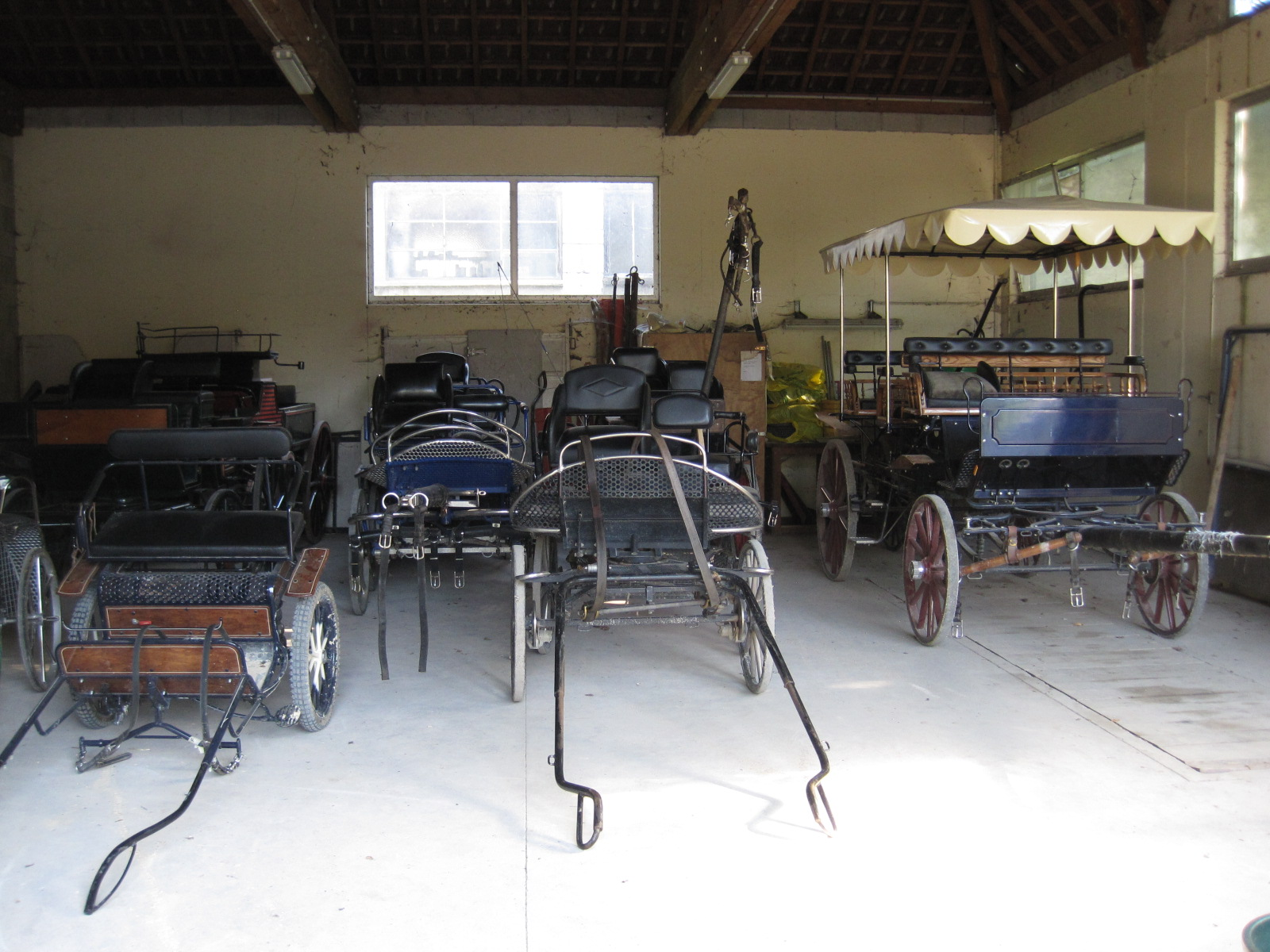
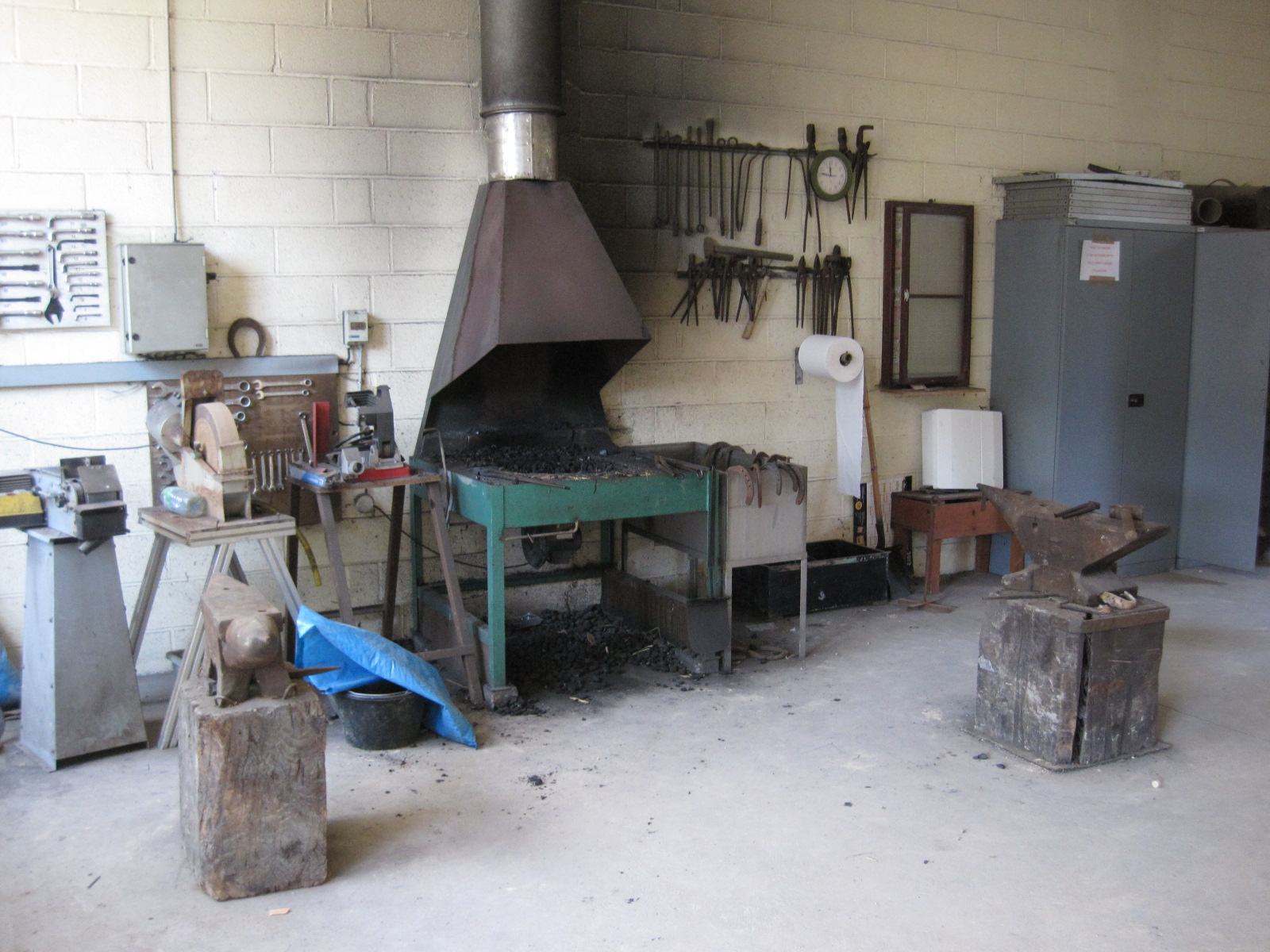
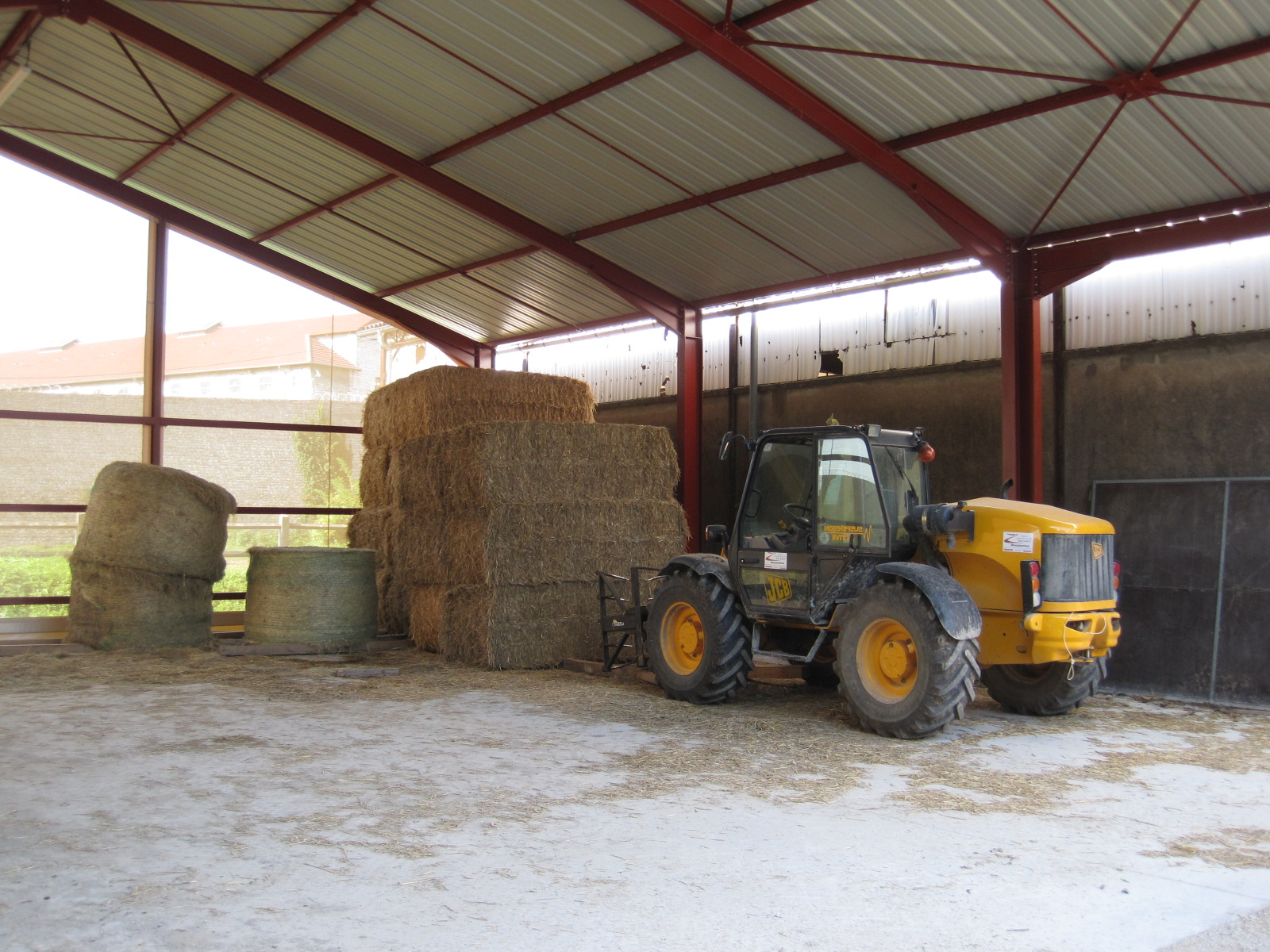

Le centre est ouvert du lundi au vendredi de 9 h à 12 h et de 14 h à 17 h. Des visites peuvent être effectuées sur demande, pouvant inclure des représentations équestres pour les associations, les entreprises et pour les écoles.
En 2016, ce haras organise des formations au saut en liberté. À la fin de l'année 2020, le haras de Besançon n'héberge plus aucun cheval. Un projet de destruction des bâtiments pour y construire un centre d'accueil de mineurs en difficulté est lancé en 2022.